# Christine Groult
Christine Groult, née en 1950 à Caen, est une compositrice française de musique électroacoustique.

## Parcours
Christine Groult s'intéresse très tôt à la musique contemporaine, notamment à la musique concrète, par le biais de la radio. Enfant déjà, elle s'aide d'un magnétophone pour faire ses propres field recordings. Après de premiers cours de chant au conservatoire de Caen, elle commence sa formation musicale au début des années 1970 au Groupe de recherches musicales (GRM) de Pierre Schaeffer. Elle étudie également la musicologie à la Sorbonne.
De 1976 à 1986, elle devient l'assistante de Michel Decoust au service pédagogique de l'IRCAM. De 1985 à 1990 elle dirige le Studio de musique électroacoustique au Conservatoire de Chalon-sur-Saône. En 1989, elle obtient son Certificat d'aptitude aux fonctions de professeur de musique à la suite de quoi elle dirige la classe d'électroacoustique du Conservatoire de Pantin (CRD),, entre 1990 et 2015. 
En 1995 elle participe avec Christian Zanési, Régis Renouard Larivière et Jean-Yves Bosseur à l'édition de la revue Ars Sonora, en collaboration avec le Centre de documentation de la musique contemporaine.

## Œuvre
Christine Groult compose exclusivement de la musique électroacoustique et acousmatique. Sa pratique professionnelle débute en 1985, au Studio de musique électroacoustique à Chalon-sur-Saône. À cette époque, elle s'intéresse surtout à la musique concrète,.

## Discographie
- 1993 : L'Heure alors s'incline... (Metamkine)
- 1993 : Lame de fond (Body & Soul)
- 2006 : Étincelles (Motus)
- 2006 : La Condition de captive (trAce Label)
- 2015 : Nahash, avec Beatriz Ferreyra (trAce Label)